# Sevenair
Sevenair was een Tunesische low-cost luchtvaartmaatschappij met Tunis als thuisbasis.

## Geschiedenis
Sevenair was in 1991 onder de naam Tuninter opgericht door Tunisair voor het uitvoeren van binnenlandse en korte vluchten vanuit Tunesië.
Na een reorganisatie werd de naam in juli 2007 gewijzigd in Sevenair en werd het bedrijf een low-cost maatschappij voor Tunisair. In 2011 werd de naam Sevenair gewijzigd in Tunisair Express. 

## Bestemmingen
Sevenair voerde lijnvluchten uit naar: (april 2009)
Nationaal:
- Djerba
- Tozeur
- Gafsa
- Sfax
- Tabarka
- Gabes

Internationaal:
- Malta
- Palermo
- Tripoli

Sevenair voert ook lijnvluchten vanuit
Sfax naar
- Tripoli

Monastir naar
- Palermo
- Malta

Djerba naar
- Palermo

Naast lijnvluchten voert Sevenair ook chartervluchten vanuit
Tunis naar
- Madrid
- Barcelona
- Marseille
- Cagliari
- Nantes
- Angers
- Parijs
- Lyon
- Genève
- Rijsel
- Brussel
- Thessaloniki
- Istanboel
- Athene
- Lamezia Terme
- Catania

## Incidenten en ongevallen
Op 6 augustus 2005 maakte Tuninter-vlucht 1153 een noodlanding in de Middellandse Zee.

## Vloot

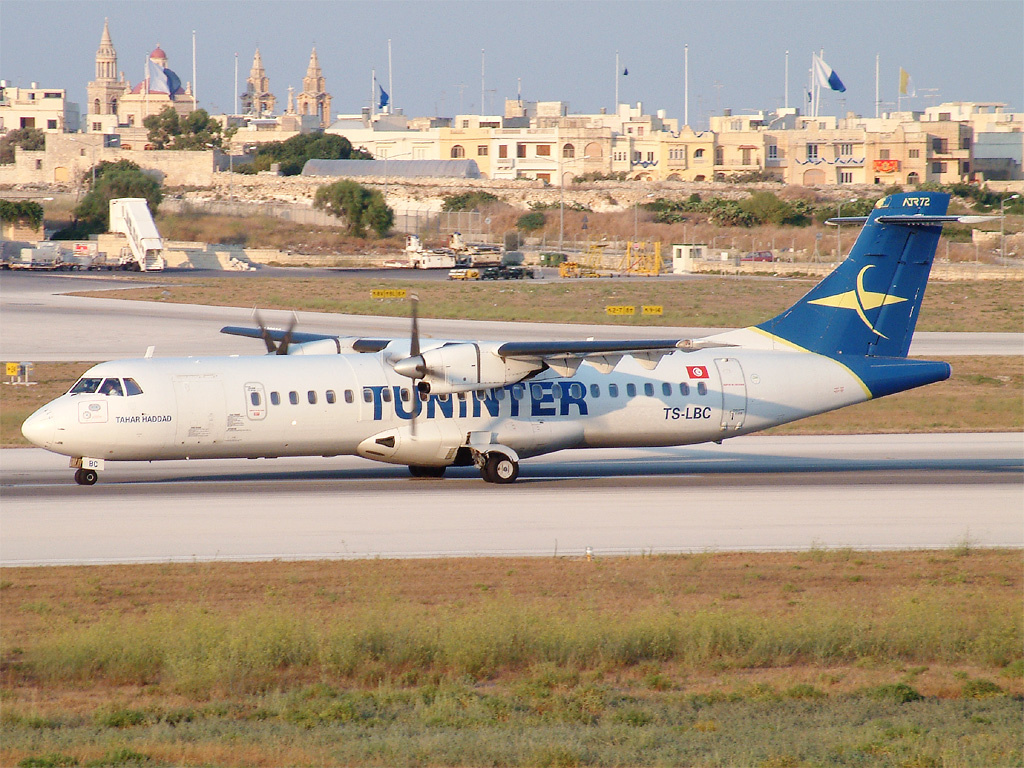
ATR-72 in de kleuren van Tuninter (2003)

De vloot van Sevenair bestond uit:(april 2009)
- 1 ATR 42-300
- 2 ATR 72-202
- 1 ATR 72-500
- 1 Bombardier CRJ-900
- 1 Beechcraft 1900